# Говард (округ, Арканзас)
Шаблон:StateAbbr_ 34°08′10″ пн. ш. 93°59′14″ зх. д. / 34.136111111111° пн. ш. 93.987222222222° зх. д.
Округ Говард (англ. Howard County) — округ (графство) у штаті Арканзас. Ідентифікатор округу 05061.

## Історія
Округ утворений 1873 року.

## Демографія
За даними перепису 
2000 року 
загальне населення округу становило 14300 осіб, зокрема міського населення було 4737, а сільського — 9563.
Серед мешканців округу чоловіків було 6972, а жінок — 7328. В окрузі було 5471 домогосподарство, 3920 родин, які мешкали в 6297 будинках.
Середній розмір родини становив 3,04.
Віковий розподіл населення поданий у таблиці:
| Стать    | До 15 років | 15-21 | 22-29 | 30-39 | 40-49 | 50-65 | 65-85 | Понад 85 |
| -------- | ----------- | ----- | ----- | ----- | ----- | ----- | ----- | -------- |
| Чоловіки | 1612        | 726   | 729   | 1029  | 930   | 1070  | 767   | 109      |
| Жінки    | 1548        | 666   | 673   | 1071  | 939   | 1147  | 1046  | 238      |

## Суміжні округи
- Полк — північ
- Пайк — схід
- Гемпстед — південний схід
- Літтл-Рівер — південний захід
- Сев'єр — захід

## Виноски
1. ↑  U.S. Decennial Census. United States Census Bureau. Архів оригіналу за 26 квітня 2015. Процитовано 26 серпня 2015.
2. ↑  Historical Census Browser. University of Virginia Library. Архів оригіналу за 11 серпня 2012. Процитовано 26 серпня 2015.
3. ↑  Forstall, Richard L., ред. (27 березня 1995). Population of Counties by Decennial Census: 1900 to 1990. United States Census Bureau. Архів оригіналу за 24 вересня 2015. Процитовано 26 серпня 2015.
4. ↑  Census 2000 PHC-T-4. Ranking Tables for Counties: 1990 and 2000 (PDF). United States Census Bureau. 2 квітня 2001. Архів оригіналу (PDF) за 18 грудня 2014. Процитовано 26 серпня 2015.
5. ↑  State & County QuickFacts. United States Census Bureau. Архів оригіналу за 7 червня 2011. Процитовано 21 травня 2014.(англ.) Наведено за англійською вікіпедією.
6. ↑  American FactFinder. Бюро перепису населення США. Архів оригіналу за 21 травня 2008. Процитовано 31 січня 2008.

| США | Це незавершена стаття з географії США. Ви можете допомогти проєкту, виправивши або дописавши її. |